# LTH – Bank für Infrastruktur

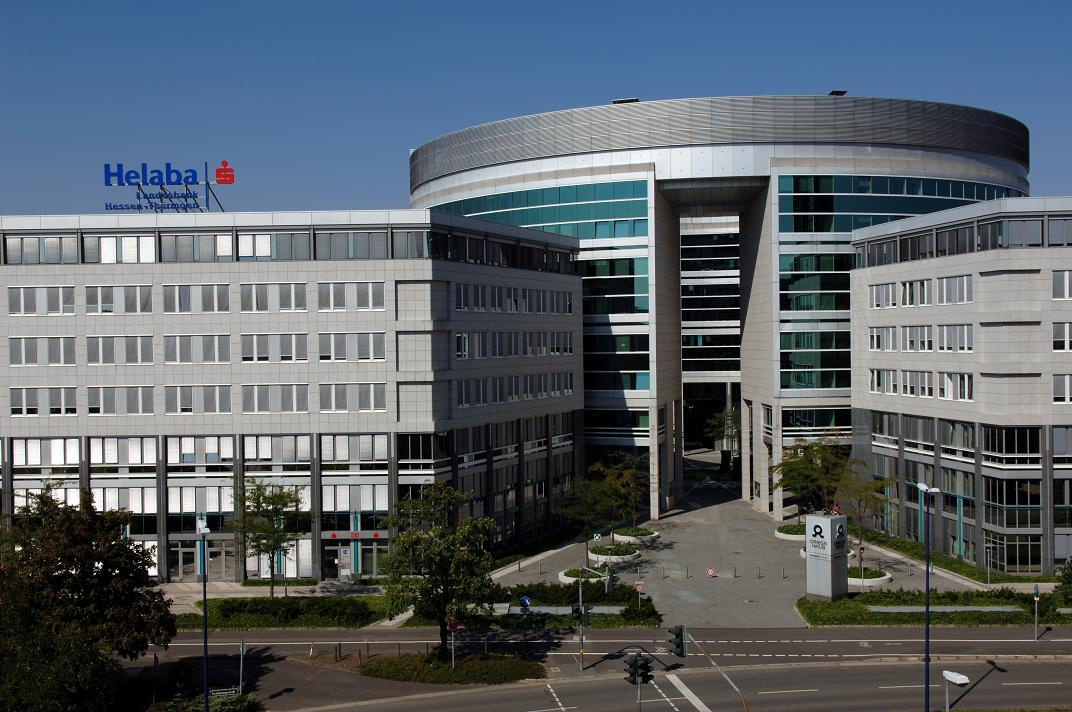
LTH – Bank für Infrastruktur, Strahlenbergerstr. 11, 63067 Offenbach

Die LTH – Bank für Infrastruktur war bis zum 30. August 2009 ein Förderinstitut des Landes Hessen. Zum 31. August 2009 wurde die Investitionsbank Hessen auf die LTH – Bank für Infrastruktur verschmolzen und unter dem Namen Wirtschafts- und Infrastrukturbank Hessen fortgeführt.

## Geschichte
Das Land Hessen und die Hessische Landesbank Darmstadt schlossen am 1. März 1950 einen Vertrag über „die Auszahlung und Verwaltung von Landesdarlehen zur Förderung des Baus von Wohnungen und Siedlungen oder zu sonstigen staatlichen Maßnahmen“. Mit diesem Vertrag zentralisierte das Land die staatlichen Förderungen bei einer Institution, die durch Gewährträgerschaft dem Einfluss des Landes Hessen unterlag und gleichzeitig in der Lage war, die staatliche Förderung bankmäßig abzuwickeln. Die LTH Landestreuhandstelle Hessen nahm am 1. April 1950 ihre Tätigkeit als eine Organisationseinheit der Zweigniederlassung Offenbach am Main der Hessischen Landesbank Darmstadt (ab 1953 Helaba) auf. Sie hatte ihren Sitz in der Savignystraße 42 in Frankfurt am Main.
Der „Landesbewilligungsausschuss“ wurde 1964 aufgelöst. Er bewilligte die von der LTH Landestreuhandstelle Hessen verwalteten Fördermittel. Dem Ausschuss gehörten Vertreter der zuständigen Ministerien des Landes Hessen, insbesondere des Hessischen Finanzministeriums und des für das Wohnungswesen zuständigen Hessischen Ministeriums des Innern an.
Die LTH Landestreuhandstelle Hessen erhielt im August 1965 die Bewilligungskompetenz für Fördermittel des Landes Hessen. 1985 überschritten Bewilligungen und Kreditzusagen der LTH im Wohnungswesen 10 Mrd. DM. Das Land Hessen schied Ende 1989/Anfang 1990 als Gewährträger der Helaba aus, lässt aber die Treuhandaufträge bewusst bestehen. Dazu aus der Ersten Lesung des Gesetzentwurfs der Landesregierung für ein Drittes Gesetz zur Änderung des Gesetzes über die Neuordnung des
öffentlichen Bank- und Sparkassenwesens am 20. September 1989 im Hessischen Landtag:
„Warum sollen wir denn nicht mit der Hessischen Landesbank zusammenarbeiten? Wir haben drei Verträge, die das Geschäft der Treuhandstelle betreffen. Wir haben sie im Kontext dieses Übergabegeschäfts verlängert; ich habe auf die Kündigung verzichtet. Es sind Hunderte von Mitarbeitern in der Helaba, bestens informiert, für das Land tätig. Ich müsste ja ein Narr sein, wenn ich das ändern und etwa denselben Verwaltungsvollzug in der Landesverwaltung aufbauen wollte. Davon kann gar keine Rede sein. Die Verträge sind verlängert und nicht gekündigt worden.“ (Der damalige Hessische Minister der Finanzen, Staatsminister Kanther – zitiert aus dem Sitzungsprotokoll der 85. Sitzung 1989)
Mit dem am 1. Januar 2007 in Kraft getretenen „Gesetz zur Errichtung der Landestreuhandstelle Hessen – Bank für Infrastruktur – rechtlich unselbstständige Anstalt in der Landesbank Hessen-Thüringen Girozentrale (LTH – Bank für Infrastruktur – Gesetz)“ hatte das Land Hessen die LTH – Bank für Infrastruktur errichtet und für diese die Gewährträgerhaftung übernommen. Unter Wahrung der rechtlichen Kontinuität wurde die Landestreuhandstelle Hessen LTH seit dem 1. Januar 2007 als „LTH – Bank für Infrastruktur – rechtlich unselbstständige Anstalt in der Landesbank Hessen-Thüringen Girozentrale“ (LTH – Bank für Infrastruktur) bezeichnet. Am 15. März 2007 erfolgte der Beschluss der Trägerversammlung über die aufgrund des Gesetzes geänderte Satzung der Helaba. Am 24. April 2007 genehmigte das Thüringer Finanzministerium im Einvernehmen mit dem Hessischen Ministerium für Wirtschaft, Verkehr und Landesentwicklung diese Satzungsänderung. 
Die Basis für diese Neuordnung bildete die Brüsseler Konkordanz aus dem Jahr 2002. Danach wurde der LTH – Bank für Infrastruktur Gewährträgerhaftung zuteil, während sie gleichzeitig in die Organisationsstruktur einer Landesbank eingebunden war. Mit der Gewährträgerhaftung ist der Vorteil verbunden, bei bewährter effizienter Umsetzung des Fördergeschäfts nach bankmäßigen Standards gleichzeitig staatliche Haftungsinstrumente in Anspruch nehmen zu können. Die LTH – Bank für Infrastruktur konnte somit nachhaltig Refinanzierungsvorteile generieren, die dem Fördergeschäft zugutekommen.
Mit dem Gesetz zur Neuordnung der monetären Ordnung in Hessen vom 16. Juli 2009 wurde die LTH – Bank für Infrastruktur mit der Investitionsbank Hessen zur Wirtschafts- und Infrastrukturbank Hessen (WIbank) verschmolzen. Ziel war es Wirtschaft, Kommunen und Privatpersonen Förderung aus einer Hand zu ermöglichen und damit das bislang auf zwei Landesförderbanken verteilte Förderangebot zu vereinen und effizienter zu gestalten. Das LTH-Bank für Infrastruktur-Gesetz vom 18. Dezember 2006 wurde umbenannt in Wirtschafts- und Infrastrukturbank Hessen-Gesetz.

## Aufgaben
Gemäß § 2 des LTH-Bank für Infrastruktur-Gesetz konnte die LTH – Bank für Infrastruktur im Rahmen der Gesetze und Richtlinien der Europäischen Gemeinschaften, des Bundes und des Landes Hessen sowie im Einklang mit den Beihilfevorschriften
der Europäischen Gemeinschaften insbesondere folgende Aufgaben wahrnehmen:
1. Förderung des Wohnungswesens,
2. Förderung des Kommunalbaus,
3. Förderung des Städtebaus und der Stadtentwicklung,
4. Förderung durch Bereitstellung von Risikokapital,
5. Förderung des technischen Fortschritts, insbesondere Technologie- und Innovationsfinanzierung,
6. Förderung von Infrastrukturmaßnahmen,
7. Förderung von Maßnahmen zur Entwicklung strukturschwacher Gebiete,
8. Förderung von Land- und Forstwirtschaft, des ländlichen Raums sowie des Umwelt-, Natur- und Landschaftsschutzes,
9. Förderung im Rahmen international vereinbarter Förderprogramme,
10. Förderung von wirtschaftlichen Belangen bei Kultur und Bildung,
11. Förderung von Maßnahmen rein sozialer Art einschließlich Konsortialfinanzierung,
12. Finanzierungen für Gebietskörperschaften und öffentlichrechtliche Zweckverbände.

## Tätigkeitsschwerpunkte
- Vergabe von Förderdarlehen (auch in Kombination mit Kapitalmarktdarlehen) für den Bau und Erwerb von selbstgenutztem Wohneigentum
- Vergabe von Förderdarlehen für den Neubau und die Modernisierung von Mietwohnungen, insbesondere Förderung der Energieeinsparung
- Vergabe von Studienbeitragsdarlehen
- Förderung des Städtebaus und der Stadtentwicklung
- Vergabe Darlehen aus dem Hessischen Investitionsfonds für kommunale Infrastrukturen
- Vergabe von Zuschüssen zur Errichtung von Biogas- und Biomassefeuerungsanlagen
- Vorfinanzierung von Förderbescheiden
- Krankenhausfinanzierung